# Thurberiphaga catalina
Thurberiphaga catalina là một loài bướm đêm trong họ Noctuidae.